# Le Carlaret
 Le Carlaret  là một xã ở tỉnh Ariège, thuộc vùng Occitanie ở phía tây nam nước Pháp.

## Dân số
| Bảng lịch sử dân số | Bảng lịch sử dân số | Bảng lịch sử dân số |
| ------------------- | ------------------- | ------------------- |
| Năm                 | Số dân              | ±%                  |
| 1956                | 106                 | -                   |
| 1968                | 135                 | +27.4%              |
| 1975                | 154                 | +14.1%              |
| 1982                | 149                 | −3.2%               |
| 1990                | 142                 | −4.7%               |
| 1999                | 141                 | −0.7%               |
| 2008                | 209                 | +48.2%              |